# Upravljanje izvornim kôdom
Upravljanje izvornim kôdom (često se susreće i naziv verzioniranje izvornog kôda) softverski je postupak pri kojem se izvorni kôd pohranjuje u središnju bazu odnosno spremište (inačice izvornog kôda mogu se pohranjivati u bazu podataka odnosno u datotečni sustav) u kojemu se bilježi svaka promjena kôda kroz povijest. Ako se u sustav upravljanja izvornim kôdom uključi i programska dokumentacija, dobiva se sustav upravljanja softverskom konfiguracijom, koji predstavlja upravljanje promjenama dokumentacije, računalnih programa, velikih internetskih stranica te inih zbirka informacija. Promjene inačica mogu biti označene brojnim ili slovnim kodom zvanim brojem inačice ili jednostavno inačicom i sl. (eng. "revision number", "revision level", "revision"), no susreću i hash-kodirane inačice. Svaka inačica ima pridruženi vremenski biljeg i oznaku osobe koja je mijenjala inačicu. Inačice se može uspoređivati, pohranjivati te kod tekstualnih vrsta datoteka spajati.

## Prednosti
Prednosti ovakvih sustava su višestruke:
- omogućava se relativno "bezbolan" rad više programera na jednom softverskom projektu što je bez ovakvog sustava moguće samo uz konstantno dogovaranje programera uključenih u projekt, uz napomenu da ni konstantno dogovaranje nije dovoljno efikasno ako sustav nije izrazito modularne prirode a broj programera je veći od dva
- omogućava se "bezbolno" grananje projekta, spajanje grana
- distribuirani sustavi upravljanja izvornim kôdom omogućavaju nesmetan razvoj i bez konstantne veze sa središnjom bazom odnosno spremištem izvornog kôda

Ovakvi sustavi su danas nezaobilazni i zahvaljujući postojanju otvorenih sustava, danas ih sve češće rabe programeri za svaki projekt koji sadrži više modula, više datoteka izvornog kôda, a sve češće se rabe i pri pisanju tehničke dokumentacije za softverske projekte zbog kvalitetne podrške verzioniranja datoteka.

## Osnovni pojmovi
- grana
- promjena (diff, delta)
- commit
- checkout

## Najpoznatiji sustavi upravljanja izvornim kôdom
(navedeni kronološkim redom)
- CVS (1990.)
- SVN (2000.)

### Distribuirani sustavi upravljanja izvornim kôdom
- Git (2005.)
- Bazaar (2005.)
- Mercurial (2005.)

## Poveznice
- distribuirani nadzor inačica
- upravljanje softverskom konfiguracijom
- verzioniranje softvera
- verzionirajući datotečni sustav

## Vanjske poveznice
- Vizualni vodič u nadzor inačica
- Better SCM Initiative: Comparison Korisni sažetak različitih sustava i njihovih osobina
- Eric Sink's Source Control HOWTO Osnove nadzora inačica